# Rispetto (The Lickerz)
Rispetto è il terzo EP del gruppo hip hop italiano The Lickerz, pubblicato nel 2006 dalla Vibrarecords.

## Tracce
Tutte le tracce sono prodotte da Luda e rimate da Libo.
1. D.N.C.
2. La Mia Corsa
3. Rispetto
4. Come Mi Sento (Dipset Remix)